# Cerastes cerastes
Cerastes cerastes, popularmente conhecida como "víbora-de-chifres", é uma espécie de víbora venenosa nativa nos desertos do Norte de África e partes do Oriente Médio. Muitas vezes é facilmente reconhecida pela presença de um par de "chifres" supraoculares, embora ocorram indivíduos sem chifres. Nenhuma subespécie é reconhecida atualmente.
Seu comprimento total médio (corpo + cauda) é de 30-60 cm (12-24 dentro), com um comprimento máximo total de 85 cm (33 polegadas). As fêmeas são maiores que os machos.
Uma das características mais distintivas desta espécie é a presença de "chifres"  supraorbitais, um sobre cada olho. No entanto, estes podem ser reduzidos em tamanho ou ausentes (veja gênero Cerastes). Os olhos são proeminentes e definido nos lados da cabeça. Há dimorfismo sexual significativo, com os machos com cabeças maiores e olhos maiores do que fêmeas. Em comparação com C. gasperettii, o tamanho da cabeça relativa de C. cerastes é maior e há uma maior frequência de indivíduos com chifres (13% versus 48%, respectivamente).
O padrão de cor consiste de um cinzento amarelado pálido, rosada, avermelhada ou cor de fundo castanho claro, que quase sempre coincide com a cor do substrato onde o animal foi encontrado. Uma série de  manchas escuras dorsais, semi-retangulares percorrem toda a extensão do corpo. Estas manchas podem ou não podem ser fundidas em barras transversais. A barriga é branca. A cauda,  que pode ter uma ponta preta, é geralmente fina.